# Praomys hartwigi
Praomys hartwigi és una espècie de mamífer rosegador de la família dels múrids. És endèmic de la regió del mont Oku (Camerun), on viu a altituds d'entre 2.700 i 2.900 msnm. El seu hàbitat natural són els boscos montans. Està amenaçat per la desforestació a conseqüència de l'expansió de l'agricultura i la tala d'arbres per a la indústria fustera. L'espècie fou anomenada en honor de l'artista Wolfgang A. Hartwig.